# 모피아
모피아(Mofia)는 재무부 출신 인사를 지칭하는 말로 재무부 (MOF, Ministry of Finance : 현 기획재정부)와 마피아(Mafia)의 합성어이다.
재무부 출신의 인사들이 정계, 금융계 등으로 진출해 산하 기관들을 장악하며 강력한 영향력을 보여주면서 거대한 세력을 구축하였다. MOF와 마피아의 발음이 비슷하여 마피아에 빗대어 부르는 모피아라는 말이 등장하였다.
2022.6.13.기준 윤석열 정부의 첫 내각 기재부 출신 고위공직/기관장급 관피아는 전체 직위수의 12.2%를 차지한다.
모피아는 미국의 ‘회전문 이론(Revolving Door Theory)’에 적용되는 사례로, 회전문이론은 미국의 군 장성들이 은퇴 후에 국방부 관리로 임명되고 임기가 끝난 후 다시 방위 산업체 등의 간부로 들어가 국가에 큰 영향력을 행사한 것에 대해 우려하며 생긴 말이다.

## 같이 보기
- 미국 재무부
- 대한민국 경제기획원
- 대한민국 재정경제원
- 대한민국 재무부
- 대한민국 재정경제부
- 대한민국 기획재정부
- 대한민국 지식경제부
- 대한민국 기획예산처
- 한국은행
- 금융감독원
- 금융위원회